# 4-Way Diablo
4-Way Diablo è il settimo album in studio del gruppo rock statunitense Monster Magnet, pubblicato nel 2007.

## Tracce
1. 4-Way Diablo – 3:19
2. Wall of Fire – 3:44
3. You're Alive – 4:03
4. Blow Your Mind – 4:27
5. Cyclone – 5:32
6. 2000 Light Years from Home (The Rolling Stones cover) – 4:51
7. No Vacation – 5:01
8. I'm Calling You – 4:21
9. Solid Gold – 5:51
10. Freeze and Pixillate – 4:25
11. A Thousand Stars – 5:29
12. Slap in the Face – 4:26
13. Little Bag of Gloom – 2:18

## Formazione
- Dave Wyndorf - chitarra, voce
- Ed Mundell - chitarra
- Jim Baglino - basso
- Bob Pantella - batteria